# Gérimont (Neufchâteau)
Ne doit pas être confondu avec Gérimont (Sainte-Ode).
Gérimont est un hameau de la  commune et ville belge de Neufchâteau dans la province de Luxembourg en Belgique (Région wallonne).  Comptant à peine quelques maisons sur une petite route en bordure de la route nationale 40 le hameau se trouve à 4 km au nord de la ville de Neufchâteau.
Lors de la fusion des communes de 1977, Gérimont fut rattaché la commune de Neufchâteau à la suite de la dissolution de la commune de Longlier.

## Histoire
Le hameau figure sur la carte d'Arenberg de la Prévôté de Neufchâteau en 1609 (avec la graphie Gerimon) à mi-chemin entre Verlaine et Semel. Entre Gérimont et Semel, on peut y distinguer un pré en forme de navette. P. Hannick et J.M. Duvosquel y voient ce que l'on appelait le fief de Gérimont. Ils notent que le toponyme pré al'nawette existe toujours.
La résidence féodale était entourée d'un enclos.
Une croix se dressait à l'entrée du hameau, une autre à sa sortie.
L. Hector note que le domaine de Gérimont était très important; que les bois de Gérimont étaient réputés comme fiefs et qu'ils s'étendaient derrière Verlaine jusqu'au territoire de Sberchamps.

## Familles de Gérimont
L.Hector cite le nom de quelques familles de gentilshommes ayant habité Gérimont :
- La famille éponyme "de Gérimont" :
  - Jehan de Gérimont, en 1611
  - Evrard de Gérimont, en 1612
  - Jehan et Werner de Gérimont sont soldats au siège de Bréda en 1625 et 1626
  - Godefroid et Olivier de Gérimont, gentilshommes, sont cités au dénombrement de 1628

Cette famille émigre au XVIIe siècle : nous en retrouvons un descendant à Straimont, Jean-Baptiste de Gérimont, marié à une demoiselle de Roberty.
- La famille "de Hosseuse":
  - Gérard de Hosseuse, en 1563
  - Jean de Hosseuse, en 1569 et 1607

- Nicolas "de Watrange", gentilhomme, est cité en 1618 et 1628.

- La famille "de Laittre":
  - François de Laittre, en 1659

- La famille "du Menil" est citée en 1659